# Europejski nakaz aresztowania

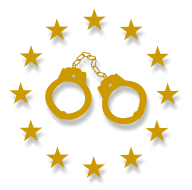
Logo europejskiego nakazu aresztowania

Europejski nakaz aresztowania (ENA) – uproszczona forma ekstradycji istniejąca pomiędzy państwami członkowskimi Unii Europejskiej, umożliwiająca aresztowanie osoby podejrzanej lub oskarżonej o popełnienie przestępstwa albo już skazanej za nie, i wydanie jej do kraju, w którym zostanie postawiona przed sądem lub przekazana do wykonania wcześniej orzeczonej kary.
Europejski nakaz aresztowania został ustanowiony decyzją ramową Rady z dnia 13 czerwca 2002 r. w sprawie europejskiego nakazu aresztowania i procedury wydawania osób między Państwami Członkowskimi, która w art. 31 nakazywała od 1 stycznia 2004 zastąpić przepisy krajowe dotyczące ekstradycji w stosunkach pomiędzy państwami członkowskimi przepisami tej decyzji.
Nakaz wydaje organ sądowy państwa starającego się o wydanie osoby (w zależności od kraju może to być sąd lub prokurator), ale ostatecznie o wydaniu osoby decyduje organ sądowy państwa, na którego terytorium osoba przebywa. W odróżnieniu od ekstradycji, w przypadku europejskiego nakazu aresztowania w zasadzie rezygnuje się z zasady podwójnej karalności, co oznacza, iż w odniesieniu do grup przestępstw wskazanych w decyzji ramowej nie trzeba badać, czy kraj, który ma wydać osobę, również penalizuje czyn, za popełnienie którego pewien kraj stara się o przejęcie osoby. Wystarczy, że czyn jest karany w kraju, który wydał nakaz aresztowania. W przypadku przestępstw niewymienionych w decyzji ramowej, brak podwójnej karalności, może być przyczyną odmowy wydania osoby, choć nie musi – pozostawione jest to do uznania sądu decydującego o wydaniu.

## Sprawa niezgodności z Konstytucją RP
Instytucja europejskiego nakazu aresztowania funkcjonuje w polskim porządku prawnym od momentu przystąpienia Polski do Unii Europejskiej 1 maja 2004 roku. 27 kwietnia 2005 roku Trybunał Konstytucyjny orzekł, że art. 607t § 1 kodeksu postępowania karnego, zezwalający na przekazanie obywatela polskiego do państwa członkowskiego Unii Europejskiej w ramach europejskiego nakazu aresztowania, był niezgodny z art. 55 ust. 1 Konstytucji RP, mającym w tamtym czasie treść: Ekstradycja obywatela polskiego jest zakazana. Trybunał uznał zatem, że ENA nie różni się w sposób istotny od ekstradycji.
Wyrokiem Trybunału Konstytucyjnego z dniem 5 listopada 2006 art. 607t § 1 utracił moc obowiązującą w zakresie umożliwiającym wydanie obywatela polskiego, który dopuścił się przestępstwa poza granicami Polski. W następstwie wyroku 8 września 2006 Parlament uchwalił zmianę Konstytucji RP, która od 7 listopada 2006 dopuszcza wydanie obywatela polskiego na wniosek innego państwa lub międzynarodowego organu sądowego, o ile możliwość taka wynika z ratyfikowanej przez Rzeczpospolitą Polską umowy międzynarodowej lub ustawy stanowiącej wykonanie aktu prawa stanowionego przez organizację międzynarodową, której Rzeczpospolita Polska jest członkiem oraz pod warunkiem, że czyn popełniony poza granicami Rzeczypospolitej Polskiej stanowi przestępstwo także w rozumieniu jej prawa (zasada podwójnej karalności). Warunek podwójnej karalności nie musi być spełniony w przypadku zbrodni ludobójstwa, zbrodni przeciwko ludzkości, zbrodni wojennej lub zbrodni agresji.